# Собачья дружба
«Собачья дружба» — басня И. А. Крылова, написанная в первые месяцы 1815 года (не позднее начала мая) и напечатанная впервые в том же году в собрании басен Крылова, выпуск третий.
Черновой автограф «Собачьей дружбы» (под названием «Дружество»), наряду с ещё двумя десятками басен, был подобран близким к Крылову поэтом Михаилом Лобановым среди мусора, оставленного Крыловым в 1841 году при выезде с казённой квартиры при Императорской Публичной библиотеке, и передан в архив библиотеки; различия между черновой и окончательной версиями басни подробно проанализировал Н. Л. Степанов.
По предположению В. Ф. Кеневича, воспроизведённому многими последующими комментаторами, басня представляет собой отклик на злободневные внешнеполитические события: Венский конгресс, в ходе которого Австрия и Британия заключили союз против своих бывших союзников Пруссии и России.
В XIX веке басня предлагалась для школьного изучения: согласно методическому пособию, учащимся следовало увидеть в басне «неправильные отношения к людям, порождаемые эгоизмом, вследствие которого дружба ограничивается иногда только словесными, ничего не стоящими уверениями и мгновенно превращается во вражду, когда представляется друзьям случай разделить что-нибудь между собою поровну, между тем как себялюбие побуждает каждого из них завладеть всем безраздельно». По мнению В. И. Водовозова, педагогическое применение «Собачьей дружбы» оправдано тем, что «в известном возрасте между детьми завязываются именно те сентиментальные отношения дружбы, какие описаны в басне, и вместе с ними начинает действовать более утончённый эгоизм, по которому уже прямо не требуют для себя чужого труда и других преимуществ, а везде доказывают своё право».